# アライド・ドメク
アライド・ドメク (Allied Domecq PLC) は、イギリスのブリストルに本拠を置く国際企業で、酒類（蒸留酒、ワイン）製造とファーストフード店の事業を展開していた。かつてはFTSE100種総合株価指数の構成銘柄のひとつだったが、ペルノ・リカールによって買収された。

## 沿革
アライド・ドメクは、1994年にアライド・ライオンズ (Allied Lyons) とペドロ・ドメクの合併によって成立した。アライド・ライオンズも、もともと1978年にアライド・ブルワリーズと、食品製造やケータリングを扱っていたJ・ライオンズが合併して成立した会社であった。
2005年の初めにアライド・ドメクは、フランスに本拠を置く競争相手であったペルノ・リカールから買収を持ちかけられた。ペルノ・リカールは、2005年7月26日にアライド・ドメクの取得を完了し、重複する一部の蒸留酒のブランドは、アメリカ合衆国を本拠とするフォーチュン・ブランズや、イギリスを本拠とするディアジオに売却した。2005年12月12日、ペルノ・リカールは、レストラン部門（ダンキン・ブランズ：Dunkin' Brands） を、アメリカ合衆国の非公開会社3社（トマス・H・リー・パートナーズ、カーライル・グループ、ベインキャピタル）が組んだコンソーシアムに、24.3億ドルで売却することで合意したと発表した。売却手続きは2006年3月1日に完了した。

## 売却時点におけるポートフォリオ
アライド・ドメクの酒類製造部門は、中心となる9件の世界的なブランドと、各地の地域市場で有力な様々なブランドから成っていた。プロダクト・ポートフォリオには、以下が含まれていた。
- バランタイン - スコッチ・ウイスキー
- ティーチャーズ・ハイランドクリーム（英語版） - スコッチ・ウイスキー
- ラフロイグ - スコッチ・ウイスキー：アイラ島のモルト・ウィスキー
- クルボアジェ - コニャック
- カナディアンクラブ（英語版） - ウイスキー
- カルーア - コーヒー・リキュール
- マリブ - ココナッツ風味のラムベースのリキュール
- メーカーズマーク - ケンタッキー州のバーボン・ウイスキー
- モンタナ・ワインズ（英語版） - ニュージーランドの大規模なワイン生産会社
- G.H.マム - シャンパン
- ペリエ・ジュエ（フランス語版） - シャンパン
- ドン・ペドロ (Don Pedro) - ブランデー
- ストリチナヤ - ウォッカ
- ティア・マリア - コーヒー・リキュール
- コバーンズ・ポート・ハウス（英語版） - ポートワイン
- ハーベイ・シェリー・ブリストル・クリーム (Harvey's Bristol Cream) - シェリー
- カーティスNo.1 (Curtis No. 1) - ウイスキー

### フォーチュン・ブランズが取得したブランド
- サウサ - テキーラ
- クルボアジェ - コニャック
- カナディアンクラブ - ウイスキー
- クロ・デュ・ボワ (Clos du Bois) などカリフォルニア州ソノマ郡とナパ郡のワイン・ブランド
- ラフロイグ - モルト・ウィスキー
- メーカーズマーク - バーボン・ウイスキー
- ティーチャーズ・ハイランドクリーム - スコッチ・ウイスキー
- コバーンズ - ポート・ワイン
- ハーベイ・シェリー・ブリストル・クリーム
- ラリオス (Larios) - ジン
- DYCウィスキー（英語版）
- フンダドール (Fundador) - スペインのブランデー
- センテナリオ (Centenario) - スペインのブランデー
- クンメルリング（英語版） - ドイツのハーブ・リキュール